# Danh sách quốc gia Châu Âu theo diện tích
Danh sách các quốc gia châu Âu theo diện tích được thống kê theo đơn vị km², được cập nhật từ Liên Hợp Quốc năm 2007 (UN 2007). Danh sách ngoài 43 quốc gia có chủ quyền độc lập, còn có các vùng lãnh thổ, các lãnh thổ độc lập trên thực tế, gồm: Transnistria, Kosovo, Gibraltar, Jersey, Guernsey, Đảo Man, Svalbard và Jan Mayen, Quần đảo Faroe. Pháp là quốc gia rộng nhất Châu Âu nếu không tính các quốc gia có lục địa dàn trải trên 2 mảng Á-Âu.

| STT | Quốc gia và Vùng lãnh thổ               | Diện tích (Km²) |
| --- | --------------------------------------- | --------------- |
| 1   | Nga (Nga thuộc châu Âu)                 | 3.960.000       |
| 2   | Pháp                                    | 643.801         |
| 3   | Ukraine                                 | 603.500         |
| 4   | Tây Ban Nha                             | 505.992         |
| 5   | Thụy Điển                               | 449.694         |
| 6   | Đức                                     | 357.114         |
| 7   | Phần Lan                                | 338.149         |
| 8   | Na Uy                                   | 323.802         |
| 9   | Ba Lan                                  | 312.685         |
| 10  | Ý                                       | 301.336         |
| 11  | Liên hiệp Vương quốc Anh và Bắc Ireland | 242.900         |
| 12  | România                                 | 238.391         |
| 13  | Belarus                                 | 207.600         |
| 14  | Hy Lạp                                  | 131.959         |
| 15  | Bulgaria                                | 110.879         |
| 16  | Iceland                                 | 103.000         |
| 17  | Hungary                                 | 93.028          |
| 18  | Bồ Đào Nha                              | 92.090          |
| 19  | Serbia                                  | 88.361          |
| 20  | Áo                                      | 83.858          |
| 21  | Cộng hòa Séc                            | 78.866          |
| 22  | Ireland                                 | 70.273          |
| 23  | Latvia                                  | 65.300          |
| 24  | Litva                                   | 64.559          |
| 25  | Svalbard và Jan Mayen                   | 62.422          |
| 26  | Croatia                                 | 56.594          |
| 27  | Bosnia và Herzegovina                   | 51.209          |
| 28  | Slovakia                                | 49.035          |
| 29  | Estonia                                 | 45.227          |
| 30  | Đan Mạch                                | 43.094          |
| 31  | Thụy Sĩ                                 | 41.284          |
| 32  | Hà Lan                                  | 37.354          |
| 33  | Moldova                                 | 33.843          |
| 34  | Bỉ                                      | 30.528          |
| 35  | Albania                                 | 28.748          |
| 36  | Bắc Macedonia                           | 25.713          |
| 37  | Slovenia                                | 20.273          |
| 38  | Montenegro                              | 13.812          |
| 39  | Kosovo                                  | 10.887          |
| 40  | Transnistria                            | 4.163           |
| 41  | Luxembourg                              | 2.586           |
| 42  | Quần đảo Faroe                          | 1.393           |
| 43  | Andorra                                 | 468             |
| 44  | Malta                                   | 316             |
| 45  | Liechtenstein                           | 160             |
| 46  | Jersey                                  | 116             |
| 47  | Guernsey                                | 77              |
| 48  | San Marino                              | 61              |
| 49  | Gibraltar                               | 6               |
| 50  | Monaco                                  | 1,95 - 2.02     |
| 51  | Thành Vatican                           | 0,44            |